# Schramberg
Schramberg è una città tedesca di circa 22 000 abitanti del Baden-Württemberg situata nella Foresta Nera.
È stato un territorio imperiale asburgico dal 1649 al 1805 (Herrschaft Schramberg).
Schramberg viene considerato come centro economico e industriale della Foresta Nera.
Vi hanno avuto, e vi hanno ancora sede, importanti attività industriali soprattutto legate all'orologeria artistica e industriale Junghans Uhren.
Il Museo di Schramberg (Stadtmuseum Schramberg) mostra la storia e l'evoluzione degli orologi e delle tecniche di costruzione.
Grazie alla presenza industriale, Schramberg è stato il centro da cui ha avuto origine il movimento dei lavoratori (SPD) proprio per la presenza degli operai che lavoravano nell'orologeria industriale. 
È nota soprattutto per il suo carnevale (Fasnet) noto a livello internazionale.